# Musée des sciences et de la technologie du Canada
Musée des sciences et de la technologie du Canada (anglais : Canada Science and Technology Museum) est un musée national canadien situé à Ottawa au Canada sur le boulevard Saint-Laurent au sud de l'Autoroute 417.

## Mission
Le musée est fondé en 1967 lors des festivités du centenaire du Canada. Le rôle du musée est d'aider les visiteurs à comprendre l'histoire scientifique et technologique du Canada.
De 2014 à 2017, le musée ferme en raison de la démolition du bâtiment original et de la construction d'un nouveau pavillon au coût de 80,5 millions de dollars.

## Galerie

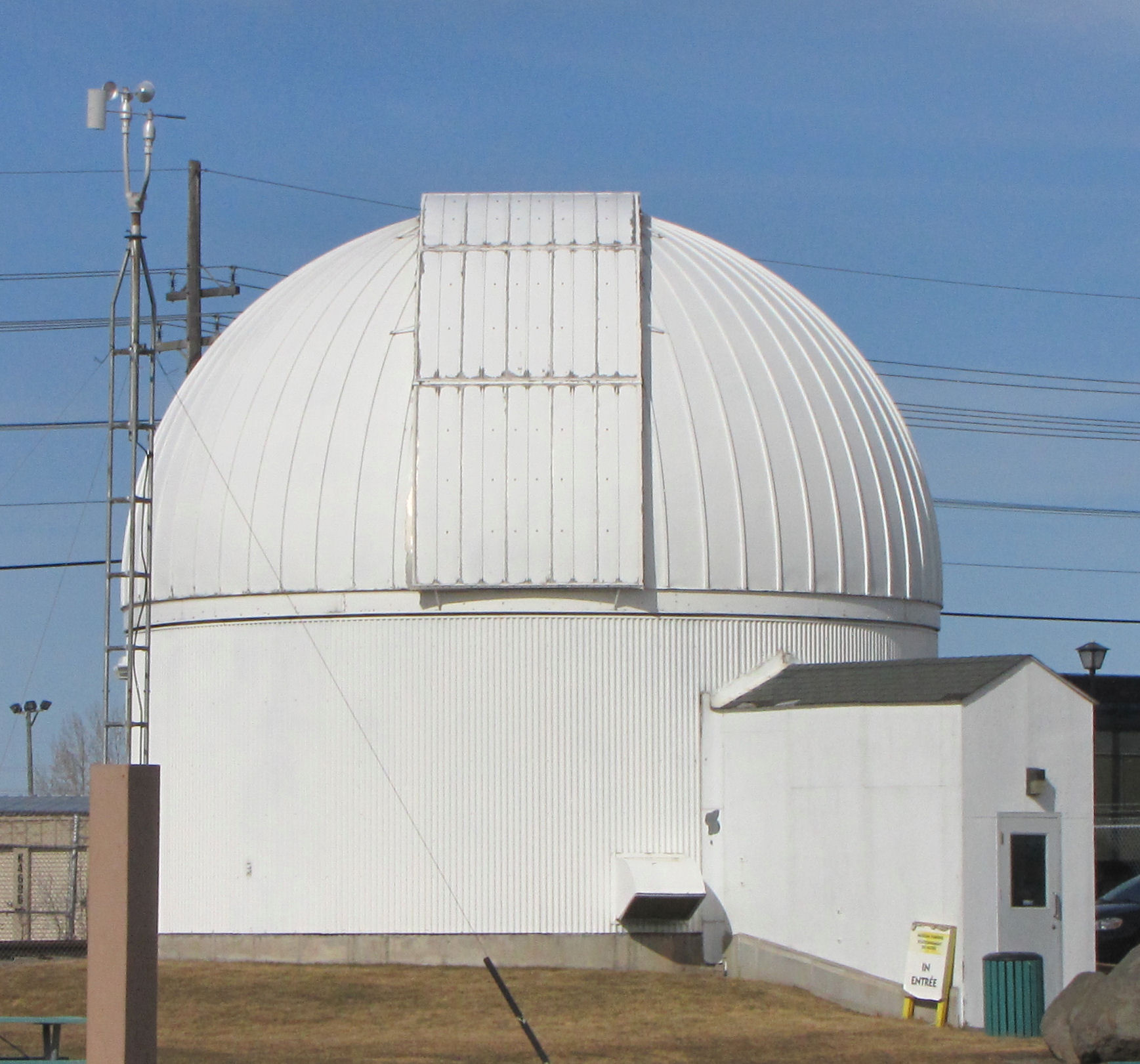
Observatoire astronomique Helen Sawyer Hogg
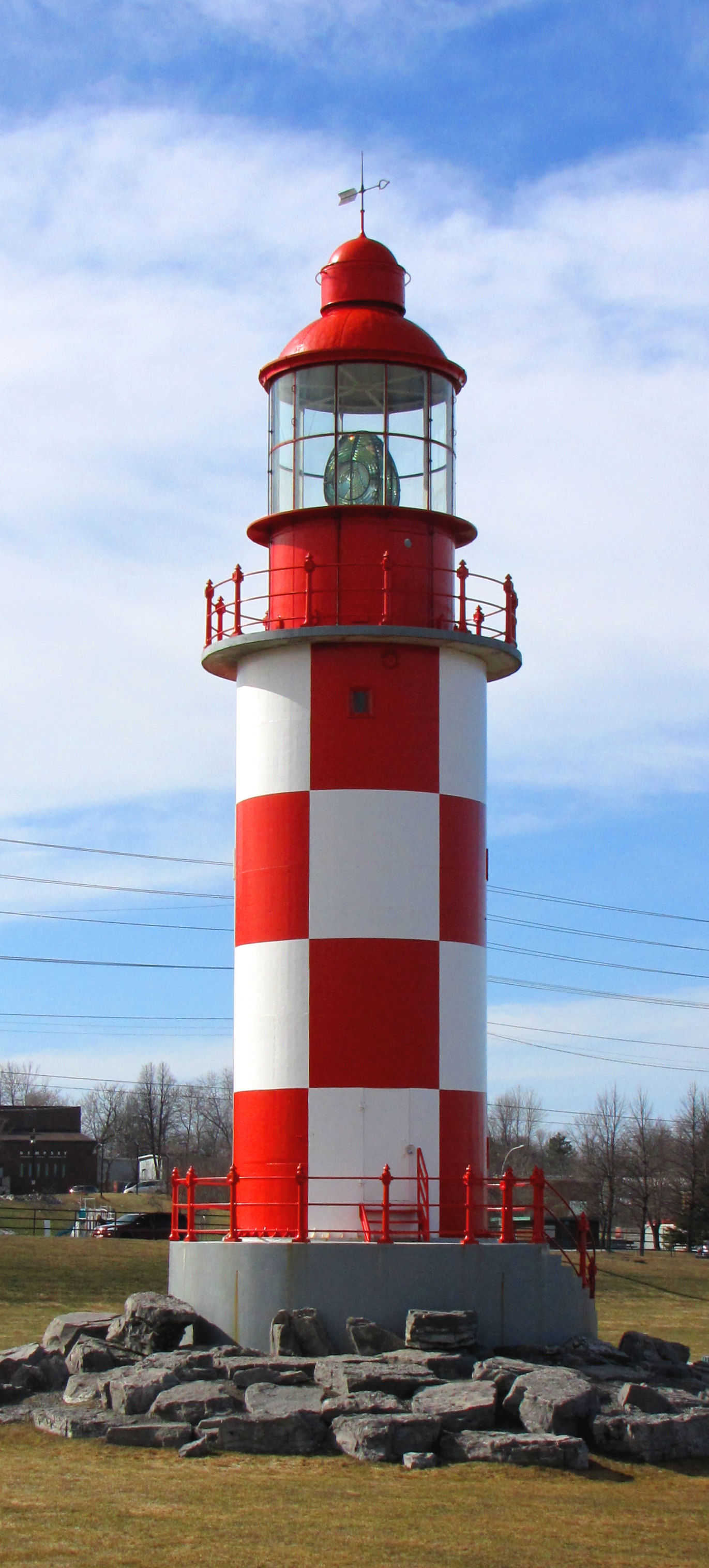
Phare, précédemment situé au promontoire Cap Race, Terre-Neuve (1856)